# Katrin Tobin
Katrin Tobin est une coureuse cycliste américaine.

## Palmarès sur route
- 1986
  -  Championne des États-Unis sur route
  - 6e étape de Women's Challenge
  - 2e du Tour du Texas
- 1987
  - 2e de Women's Challenge
- 1988
  - Women's Challenge
  - 1re étape de Women's Challenge
  - 6e et 7e étapes de Coors Classic
  - Nevada City Classic
- 1989
  - Cat's Hill Classic
  - 2e et 8e étapes du Tour du Texas
  - 5e étape du Tour de France
- 1990
  - Canadian Tire Classic
  - Ster der Vogezen
  - 3e étape du Ster der Vogezen
- 1991
  - Nevada City Classic